# Obereurach
Obereurach ist ein Ortsteil der oberbayerischen Gemeinde Iffeldorf im Landkreis Weilheim-Schongau. Der Weiler liegt circa drei Kilometer nordöstlich vom Iffeldorfer Ortskern.

## Geschichte
Erstmals erwähnt wird Eurach als „Eyran“ im Urbar der Herren von Seefeld-Peißenberg aus der Zeit zwischen 1300 und 1320.
Die Hofmarkenkonskription von 1752 berichtet von zwei, dem Kloster Ettal zinspflichtigen 1⁄8-Höfen in Obereurach.
In den Jahren 1863 und 1865 kaufte Joseph Anton von Maffei die beiden Anwesen und bildete aus ihnen das Gut Obereurach, welches bis 1972 bestand. 1973 wurde auf den Fluren um Obereurach der Golfplatz St. Eurach errichtet.

### Einwohnerentwicklung
| Jahr | Einwohner |
| ---- | --------- |
| 1825 | 10        |
| 1871 | 23        |
| 1925 | 16        |
| 1950 | 43        |
| 1970 | 35        |
| 1987 | 19        |